# Timo Meier
Timo Meier (* 8. Oktober 1996 in Herisau) ist ein Schweizer Eishockeyspieler, der seit Februar 2023 bei den New Jersey Devils aus der National Hockey League (NHL) unter Vertrag steht. Zuvor verbrachte der rechte Flügelstürmer knapp sieben Jahre in der Organisation der San Jose Sharks, die ihn im NHL Entry Draft 2015 an neunter Position ausgewählt hatten. Mit der Schweizer Nationalmannschaft gewann er die Silbermedaille bei den Weltmeisterschaften der Jahre 2018 und 2025.

## Karriere

### Jugend
Meier erlernte das Eishockeyspielen in der Juniorenabteilung des SC Herisau, dem Klub seiner Geburtsstadt. Dort spielte er bereits als Elfjähriger in der U15-Mannschaft des Klubs und später als 13-Jähriger in der U17-Klasse, ehe er den Verein im Sommer 2010 im Alter von 14 Jahren verliess. In den folgenden zwei Jahren ging der Stürmer für die U15- und U17-Mannschaft des PIKES EHC Oberthurgau aufs Eis. Dort feierte er im Verlauf der Saison 2011/12 auch sein Debüt bei den Herren, als er in einem Spiel für die zweite Mannschaft Oberthurgaus in der sechsten Spielklasse auflief und dabei vier Scorerpunkte sammelte.
Nach den zwei Jahren in Oberthurgau wechselte Meier in die Jugend der Rapperswil-Jona Lakers, wo er sowohl zum Kader der U17- als auch U20-Mannschaft gehörte. Durch die Wahl an zwölfter Stelle im CHL Import Draft im Sommer 2013 durch die Halifax Mooseheads aus der Ligue de hockey junior majeur du Québec wagte der Power Forward schliesslich den Sprung nach Nordamerika und spielte mit Beginn der Saison 2013/14 für das Team. Der Schweizer nahm dort zunächst nur eine untergeordnete Rolle hinter den Topscorern Jonathan Drouin und Nikolaj Ehlers ein und erreichte 34 Scorerpunkte in 66 Partien. Nach dem Weggang von Drouin bildete Meier zur Spielzeit 2014/15 gemeinsam mit dem Dänen Ehlers das neue Führungsgespann der Mooseheads. Mit 90 Scorerpunkten verpasste der Stürmer nur knapp die Top Ten der besten Scorer der Liga, wurde aber dennoch ins Second All-Star-Team der Liga berufen. Bereits im Saisonverlauf war er für das CHL Top Prospects Game nominiert worden. Meiers rasante Entwicklung hatte auch die Franchises der National Hockey League auf ihn aufmerksam gemacht, wodurch er im NHL Entry Draft 2015 bereits an neunter Gesamtposition von den San Jose Sharks ausgewählt wurde. Als erster aus der LHJMQ gewählter Spieler des Drafts erhielt Meier die Trophée Michael Bossy. Bereits im Juli 2015 verpflichtete das Management der Sharks ihre Erstrundenwahl ab Beginn seiner ersten Profispielzeit für die folgenden drei Jahre per NHL-Einstiegsvertrag und beobachtete ihn in ihrem saisonvorbereitenden Trainingslager im September eingehend.
Aufgrund der grossen Konkurrenz im Kader und der Tatsache, dass Meier bei den Junioren weiter Erfahrungen sammeln sollte, wurde der Angreifer zu Beginn der Saison 2015/16 erneut nach Halifax in die LHJMQ geschickt. Meier war nach dem Wechsel von Ehlers ins Profilager nun der alleinige Führungsspieler des Teams, was sich auch in der Ernennung zum Mannschaftskapitän bemerkbar machte. Zwar konnte Meier bis kurz vor den Jahreswechsel diese Bürde mit 36 Punkten in 23 Spielen auch tragen, allerdings veranlassten die schlechten Ergebnisse des Teams das Management dazu, einen Neuaufbau zu starten. In dessen Folge transferierten sie ihren Kapitän am 6. Januar 2016 für drei Wahlrechte im Entry Draft der LHJMQ ligaintern an den Titelaspiranten Huskies de Rouyn-Noranda. Bei den Huskies fasste der Schweizer schnell Fuss und verbuchte in den verbleibenden 29 Saisonpartien weitere 51 Punkte, so dass am Ende der regulären Saison insgesamt 87 Punkte zu Buche standen. Zwar verbesserte sich die Ausbeute Meiers im Vergleich zum Vorjahr damit nicht, allerdings hatte er auch neun Spiele weniger als im Vorjahr bestritten. In den folgenden Play-offs war Meier mit 23 Punkten in 18 Spielen massgeblich am Gewinn des Coupe du Président, der LHJMQ-Meisterschaft, beteiligt. Neben ihm zeichneten sich seine Sturmreihenkollegen Francis Perron und A. J. Greer für den ersten Titel in der Franchise-Geschichte der Huskies mit insgesamt 78 Scorerpunkten verantwortlich. Davon gefolgt war auch die erstmalige Teilnahme am prestigeträchtigen Memorial Cup, den die Huskies nach einer Finalniederlage gegen die London Knights aus der Ontario Hockey League auf dem zweiten Rang beendeten. Meier wurde am Turnierende ins All-Star-Team gewählt.

### NHL
Vor dem Beginn der Saisonvorbereitung im September 2016 galt der Schweizer vor seiner ersten Profisaison als aussichtsreicher Kandidat, sich einen Platz im Kader der San Jose Sharks zu sichern. Während des Trainingslagers erkrankte er allerdings am Pfeifferschen Drüsenfieber und fiel bis in den Oktober hinein zunächst aus. Nach seiner Genesung fand sich Meier im Farmteam, den San Jose Barracuda, in der American Hockey League wieder, wo er am 28. Oktober sein Profidebüt beim 4:0-Sieg über die Bakersfield Condors feierte. Mit fortlaufender Zeit fand sich der Stürmer immer besser im Team zurecht, ehe er nach knapp zwei Monaten Mitte Dezember erstmals in den NHL-Kader San Joses berufen wurde. Am 16. Dezember feierte er in der Partie bei den Canadiens de Montréal sowohl sein Debüt als auch seinen ersten Treffer und etablierte sich im weiteren Verlauf als regelmäßiger Scorer im NHL-Aufgebot der Sharks. Im Juli 2019 unterzeichnete Meier nach 66 Punkten aus 78 Partien in der Saison 2018/19 einen neuen Vierjahresvertrag in San Jose, der ihm ein durchschnittliches Jahresgehalt von sechs Millionen US-Dollar einbringen soll. Diese bisherige Bestleistung steigerte er in der Spielzeit 2021/22 auf 76 Punkte in 77 Spielen, sodass er einen Punkteschnitt von 1,0 pro Spiel nur knapp verpasste.
Im Angesicht seines zum Saisonende auslaufenden Vertrages wurde Meier im Februar 2023 kurz vor der Trade Deadline an die New Jersey Devils abgegeben, sodass er die Sharks nach knapp sieben Jahren und über 450 NHL-Partien verließ. San Jose übernahm dabei weiterhin die Hälfte seines Gehaltes und schickte zudem Scott Harrington, Santeri Hatakka, Timur Ibragimow, Zachary Émond und ein Fünftrunden-Wahlrecht im NHL Entry Draft 2024 nach New Jersey. Im Gegenzug erhielten sie dafür Fabian Zetterlund, Andreas Johnsson, Schakir Muchamadullin, Nikita Ochotjuk, ein konditionales Erstrunden-Wahlrecht für den NHL Entry Draft 2023, ein ebenfalls konditionales Zweitrunden-Wahlrecht für den Draft 2024 sowie ein weiteres Siebtrunden-Wahlrecht für den Draft 2024. Sollte sich das Erstrunden-Wahlrecht unter den ersten zwei Positionen befinden, verschiebt es sich automatisch um ein Jahr nach hinten, während das Zweitrunden-Wahlrecht für 2024 auf ein Erstrunden-Wahlrecht aufgewertet werden soll, falls die Devils in diesem oder im nächsten Jahr das Conference-Finale erreichen.
Bei den Devils unterzeichnete Meier im Juni 2023 einen neuen Achtjahresvertrag, der ihm ein durchschnittliches Jahresgehalt von 8,8 Millionen US-Dollar einbringen soll.

### International
Meier vertrat sein Heimatland im Juniorenbereich seit dem Jahr 2011 bei zahlreichen internationalen Turnieren und Wettbewerben. Erstmals war der Stürmer in internationalen Spielen für die U16-Nati aktiv. Dabei bestritt er zwischen 2011 und 2012 15 Partien, in denen er 16-mal punktete. Mit den U17- und U18-Landesauswahlen bestritt der Power Forward im Verlauf der Saison 2012/13 insgesamt drei Turniere. Zunächst nahm er im Februar am Europäischen Olympischen Winter-Jugendfestival 2013 im rumänischen Brașov teil, wo er mit der Mannschaft nach einem 2:1-Sieg über Tschechien die Bronzemedaille gewann. Davon gefolgt war im April die Teilnahme an der U18-Junioren-Weltmeisterschaft 2013 im russischen Sotschi. Meier bestritt im Turnierverlauf allerdings nur zwei von fünf Spielen, als die Schweizer im Viertelfinale ausschieden und den sechsten Rang belegten. Die Saison schloss er schliesslich mit dem traditionsreichen Ivan Hlinka Memorial Tournament 2013 im tschechischen Břeclav und slowakischen Piešťany ab. Auch dort belegte die Schweiz den sechsten Rang. Bis zum Ende der Saison 2013/14 kam Meier auf 14 Einsätze für die U17, in denen er sieben Punkte verbuchte, sowie 15 Spiele und neun Punkte für die U18-Mannschaft.
Mit Beginn der Saison 2014/15 war Meier Mitglied der Schweizer U20-Nationalmannschaft, die er erstmals bei der U20-Junioren-Weltmeisterschaft 2015 in den kanadischen Städten Toronto und Montreal international vertrat. Mit sechs Scorerpunkten in ebenso vielen Partien gehörte er zu den vier besten Scorern des Teams im Rahmen des Wettbewerbs und erhielt zudem – neben Noah Rod und Kevin Fiala – die Auszeichnung als einer der drei besten Spieler des Schweizer Kaders. Mit dem neunten Platz erreichte das Team den Klassenerhalt in der Top-Division. Auch im folgenden Jahr gehörte der Angreifer auch zum Kader der U20-Junioren-Weltmeisterschaft 2016 in der finnischen Hauptstadt Helsinki, den er als Mannschaftskapitän anführte. Mit fünf Scorerpunkten gehörte er erneut zu den produktivsten Spielern und sicherte damit auch den erneuten Klassenerhalt. Im Rahmen der zwei Jahre in der U20-Nati bestritt er insgesamt 25 Spiele und trug sich 21-mal – darunter neun Tore – in die Scorerliste ein.
Sein Debüt in der A-Nationalmannschaft gab der Stürmer bei der Weltmeisterschaft 2018 in Dänemark, als er im Verlauf des Turniers zur Mannschaft nachrückte. Meier absolvierte dennoch sieben der zehn Turnierspiele und kam dabei auf sieben Scorerpunkte. Darunter befanden sich zwei Tore. Eines davon erzielte er im Finale zur zwischenzeitlichen 2:1-Führung gegen Schweden. Letztlich unterlagen die Eidgenossen aber mit 2:3 im Penaltyschiessen und mussten sich mit der Silbermedaille begnügen. Drei Jahre später nahm Meier mit der Weltmeisterschaft 2021 an seinem zweiten Weltmeisterschaftsturnier teil. In acht Einsätzen punktete er sechsmal. Es folgten weitere Einsätze bei den Weltmeisterschaften der Jahre 2022 und 2025, wobei er abermals einmal Silber gewann.

## Erfolge und Auszeichnungen
| - 2015 Teilnahme am CHL Top Prospects Game - 2015 LHJMQ Second All-Star Team - 2015 Trophée Michael Bossy | - 2016 Coupe-du-Président-Gewinn mit den Huskies de Rouyn-Noranda - 2016 Memorial Cup All-Star Team - 2022 Teilnahme am NHL All-Star Game |

### International
- 2013 Bronzemedaille beim Europäischen Olympischen Winter-Jugendfestival
- 2018 Silbermedaille bei der Weltmeisterschaft
- 2025 Silbermedaille bei der Weltmeisterschaft

## Karrierestatistik
Stand: Ende der Saison 2024/25

### International
Vertrat die Schweiz bei:
| - Europäisches Olympisches Winter-Jugendfestival 2013 - U18-Junioren-Weltmeisterschaft 2013 - Ivan Hlinka Memorial Tournament 2013 - U20-Junioren-Weltmeisterschaft 2015 - U20-Junioren-Weltmeisterschaft 2016 | - Weltmeisterschaft 2018 - Weltmeisterschaft 2021 - Weltmeisterschaft 2022 - Weltmeisterschaft 2025 |

(Legende zur Spielerstatistik: Sp oder GP = absolvierte Spiele; T oder G = erzielte Tore; V oder A = erzielte Assists; Pkt oder Pts = erzielte Scorerpunkte; SM oder PIM = erhaltene Strafminuten; +/− = Plus/Minus-Bilanz; PP = erzielte Überzahltore; SH = erzielte Unterzahltore; GW = erzielte Siegtore; 1 Play-downs/Relegation; Kursiv: Statistik nicht vollständig)